# Baltimore Jewish Times
 Baltimore Jewish Times —  еженедельная газета, ориентированная на еврейскую общину Балтимора. Одна из ведущих независимых еврейских газет в США.

## История
Газета была основана в 1919 году Дэвидом Альтером и в своё время была крупнейшим еврейским изданием в стране. Альтер создал сеть из семи газет, но только две из них пережили Великую депрессию, включая Baltimore Jewish Times.
В 1972 году газету возглавил Чарльз Бёрджер, внук основателя, а в 1974 году к нему присоединился Гари Розенблатт, ставший редактором. Под их руководством газета расширила охват и увеличила тираж. В 1980-х годах объём газеты превышал 200 страниц, а в своём пике тираж достигал более 20 000 экземпляров. В тот период они также приобрели The Detroit Jewish News и The Atlanta Jewish Times, значительно преобразовав их.
Розенблатт ушёл в 1993 году, чтобы стать редактором The Jewish Week в Нью-Йорке. За 19 лет работы на Baltimore Jewish Times он написал множество статей, одна из которых вошла в число двух финалистов Пулитцеровской премии в категории «Специальный репортаж» в 1985 году.
В ноябре 1994 года в округе Плам-Бич, Флорида, Бёрджер основал Palm Beach Jewish Times, а также издание для районов Бока-Ратон и Делрей-Бич в августе 1996 года.
Бёрджер умер от осложнений после операции на сердце в 1996 году, и газета перешла в управление его сына Эндрю. В 1998 году Эндрю Бёрджер продал филиал газеты во Флориде, а в спустя два года — издания в Детройте и Атланте компании Jewish Renaissance Media.
Фил Якобс, бывший репортер Jewish Times , работавший редактором газеты в Детройте, был назначен исполнительным редактором Baltimore Jewish Times в 1997 году. В его редакции газета опубликовала серию расследований о сексуальных домогательствах со стороны раввинов, а также признания Якобса, что он сам был жертвой насилия в детстве. Эти расследования вызвали широкий отклик и критику, особенно в ортодоксальной общине, где некоторые обвинения были оспорены. Опыт Якобса в написании серии и переживание связанных с ней скандалов были запечатлены в документальном фильме Standing Silent (2010), режиссёром которого является Скотт Розенфелт (продюсер Mystic Pizza и Home Alone).
Якобс ушёл из Baltimore Jewish Times в июне 2011 года, чтобы стать редактором Washington Jewish Week. После этого Эндрю Бёрджер стал редактором и издателем газеты и продолжил управлять компанией Alter Communications, которая также выпускает журнал Baltimore STYLE и ряд специализированных изданий.
В 2011 году Baltimore Jewish Times претерпела значительный редизайн, став более похожей на журнал, с глянцевой бумагой, уменьшенным размером страниц и большим количеством цветных фотографий и графики.
В 2012 году издание объявило о банкротстве и было продано на аукционе компанией Route 95 Publications LLC, владельцем которой является Washington Jewish Week.

## Награды
В 2006 году газета Baltimore Jewish Times получила премию Саймона Рокауэра за выдающиеся достижения в новостных репортажах и писательской работе о научных и технологических инновациях из Израиля от Американской ассоциации еврейской прессы.
Газета выиграла шесть премий Саймона Рокауэра в 2020 году, одну в 2021 году, две в 2022 году, и ещё одну в 2023 году.